# Arctic (Schiff, 1969)
Die Arctic ist ein ehemaliger Bergungsschlepper, der 1994 zu einer Megayacht umgebaut wurde.

## Geschichte
Das Schiff wurde 1969 von der F. Schichau Aktiengesellschaft (Baunummer 1746) in Bremerhaven gebaut. Der Rumpf entstand im Unterauftrag auf der Rickmers Werft (Baunummer 345). Am 30. Dezember 1969 konnte die Arctic an die Bugsier-, Reederei- und Bergungsgesellschaft abgeliefert werden. Mit einem Pfahlzug von 189 tbp gehörte sie, wie ihr Schwesterschiff Oceanic, damals zu den leistungsfähigsten Schleppern. Die Arctic übernahm 1972 das Freischleppen des in der Antarktis auf Grund gelaufenen Kreuzfahrtschiffs Lindblad Explorer und wurde 1975 bei Schichau Unterweser mit zwei Kortdüsen ausgerüstet. Zehn Jahre später erhielt sie auf der gleichen Werft zwei neue Hauptmaschinen. Bis 1990 war die Arctic bei der Bugsier-, Reederei- und Bergungsgesellschaft im Einsatz. Sie wurde 1993 an die Dubliner Firma Magenta Investment verkauft und zunächst in Arctic Research umbenannt. 

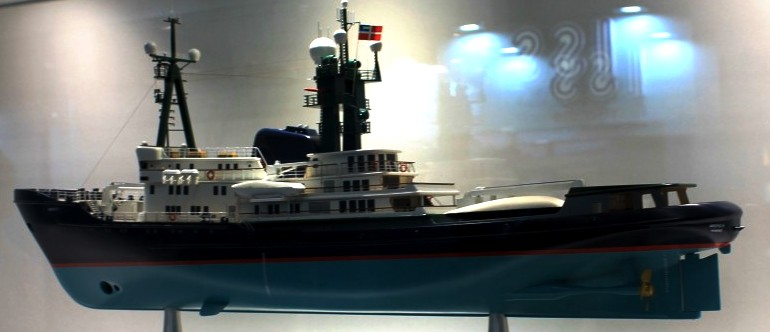
Modell der Arctic als Yacht

Der Umbau zur Megayacht Arctic P erfolgte auf den Malta Shipyards. Danach erhielt das Schiff eine neue IMO-Nummer und spätestens seit 2014 wieder seinen ursprünglichen Namen. Eigner ist der australische Unternehmer James Packer, der Sohn von Kerry Packer.